# Sahajdak (obwód połtawski)
Sahajdak (ukr. Сагайдак) – wieś na Ukrainie, w obwodzie połtawskim, w rejonie myrhorodzkim. W 2001 liczyła 1104 mieszkańców, wśród których 1093 jako ojczysty wskazało język ukraiński, a 11 rosyjski.